# Inishturk
Inishturk (Iers: Inis Toirc),  is een eiland in de Atlantische Oceaan voor de westkust van Ierland. Het eiland, dat deel uitmaakt van het graafschap Mayo, wordt bewoond door 53 mensen (2011). Het is bereikbaar met een veerboot vanaf Louisburgh.